# Michael Adolf Siebenhaar
Michael Adolf Siebenhaar (auch: Michael Adolph Siebenhaar; * 18. März 1691 in Staßfurt; † 15. Juni 1751 in Wittenberg) war ein deutscher Zeichner und Maler des Barock.

## Leben
Michael Adolf Siebenhaar wurde 1691 in Staßfurt als fünftes Kind des Chirurgen und Barbiers David Samuel Siebenhaar und seiner Frau Magarethe geboren. Nach dem frühen Tod seines Vaters wurde er von seinem Großvater, dem Prediger an der St. Ulrichkirche in Magdeburg, Malachias Siebenhaar aufgezogen. Am 18. April 1715 immatrikulierte er sich an der Universität Wittenberg und wurde am 21. März 1716 als Kunstmaler der Universität angestellt. Neben seiner Tätigkeit an der Universität führte er auch Werke im kirchlichen bzw. privaten Auftrag aus, um seine finanzielle Lage zu verbessern.

## Wirken
In über dreißig Jahren seines Schaffens entstanden zahlreiche barocke Arbeiten, die weit über das provinzielle herausragen, aber dennoch weitgehend unbeachtet blieben. Neben seinen Gemäldeporträts der Hochschullehrer von Wittenberg wie Gottfried Suevus, Georg Wilhelm Kirchmaier und Gottlieb Wernsdorf der Ältere hat er auch angesehene Bürger der Stadt Wittenberg gemalt. So hat sich unter anderem durch seine Deckenmalereien einen Namen gemacht. Diese befinden sich in Privathäusern von Wittenberg, aber auch in den Kirchen der Wittenberger Umgebung sind viele Arbeiten von ihm anzutreffen. Bekannt sind hier unter anderem Arbeiten in Seegrehna, Bergwitz, Kemberg und Rackith.
Zudem hat er verschiedene Zeichnungen angefertigt, von denen jedoch die meisten den Siebenjährigen Krieg nicht überstanden. So sind heute noch vier Zeichnungen bekannt, die ihm zugeordnet werden können. So eine Medaillonzeichnung von Venus und Amor aus dem Jahre 1718, eine Zeichnung der festlich verkleideten Thesentür 1728, anlässlich des Besuches Augusts des Starken in Wittenberg, eine Zeichnung die die Innenansicht der Schlosskirche aus dem Jahre 1730 zeigt und eine Zeichnung, die das anatomische Theater der Wittenberger Hochschule abbildet. Seine Zeichnungen waren Vorlage für andere Kupferstecher. Dennoch ist sein Werkschaffen nicht vollständig erschlossen. So werden ihm Werke in den Kirchen von Globig, Klitzschena, Herzberg und Seyda zugeordnet.

## Familie
Siebenhaar heiratete am 15. Februar 1724 in Wittenberg Christina Elisabeth († 15. Februar 1724), die Tochter des Oberakziseeinnehmers und Ratsherrn Christian Fincelius. Sie hatte ein Haus in der Wittenberger Mittelstraße Nr. 162 mit in die Ehe gebracht. Aus dieser Ehe sind vier Söhne hervorgegangen. Sein ältester Sohn Johann Adolph Siebenhaar (* 16. Februar 1725 in Wittenberg) wurde am 18. Oktober 1738 kostenlos an der Wittenberger Hochschule immatrikuliert, besuchte das Gymnasium in Grimma von 1739 bis 1744, studierte in der Folge an der Universität Wittenberg, wo er am 17. Oktober 1750 den philosophischen Magistergrad erhielt und 1758 eine Stelle als Rektor in Schlieben antrat. 1762 wurde er Pfarrer in Hohenbucko. Des Weiteren sind noch die Kinder Gottlieb Samuel Siebenhaar (* 16. Januar 1727), Polycarp Samuel (* 20. Juni 1729) und Martin Wilhelm (* 19. Dezember 1733) bekannt.